# Дитко Роман Андрійович
Дитко Роман Андрійович (нар. 21 серпня 1996, Битків, Івано-Франківська область) — український футболіст, нападник.

## Біографія
Дебютував за «Прикарпаття» у матчі проти «Енергії» (Нова Каховка) на 87 хвилині замість Ігора Худоб'яка. Дебютний гол за «Прикарпаття» забив на 86 хвилині матчу проти «Суднобудівника».